# Carl Stamitz

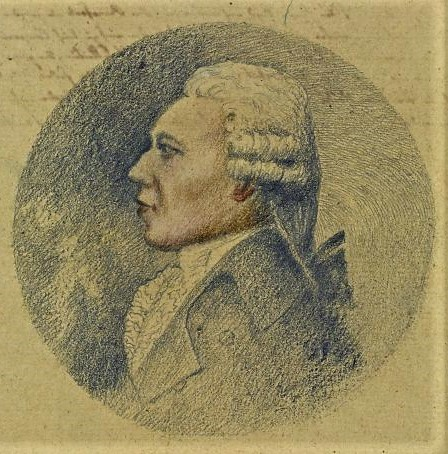
Carl Stamitz

Karel Stamic, in tedesco Karl Philipp Stamitz, ma più noto col nome Carl (Mannheim, 7 maggio 1745 – Jena, 9 novembre 1801), è stato un violinista, violista, compositore e violista d'amore tedesco di origine ceca, esponente del Classicismo.

## Biografia
Figlio di Johann Stamitz, virtuoso di violino, viola e viola d'amore, venne educato alla musica dal padre e, dopo la prematura morte di costui, da Christian Cannabich e Franz Xaver Richter. Dal 1762 al 1770 suonò come secondo violino nella celebre Mannheimer Hofkapelle; qui conobbe tutto il repertorio della Scuola di Mannheim. Nel 1770 si trasferì a Parigi, dove divenne compositore di corte del duca Louis de Noailles e conobbe il compositore François-Joseph Gossec. Dal 1772 visse a Versailles dove scrisse la sua prima sinfonia a programma La promenade royale. Nel 1779 si trasferì all'Aia, dando ventotto concerti alla corte di Guglielmo V d'Orange. In uno di questi concerti il dodicenne Ludwig van Beethoven si esibì al fortepiano.
Negli anni seguenti Stamitz compì numerosi viaggi all'estero che lo portarono a Strasburgo, Londra, Pietroburgo, Augusta, Norimberga, Kassel, Lubecca, Magdeburgo e Jena. Nel 1786 diresse nella Cattedrale di Berlino il Messia di Händel e trascorse gli ultimi anni come maestro di cappella e insegnante di musica presso l'Università di Mannheim. Morì pochi mesi dopo sua moglie e un viaggio a San Pietroburgo che aveva progettato in quel periodo non ebbe mai luogo. Il suo patrimonio venne messo all'asta per saldare i suoi debiti.

## Considerazione sull'artista
Carl Stamitz è attualmente una delle figure meglio conosciute della seconda generazione di compositori che erano attivi alla corte dell'elettore palatino di Mannheim durante gli anni sessanta del Settecento. Egli seppe rendere più raffinati gli indirizzi artistici del padre non ancora pienamente maturi. La sua vena melodica si denota nell'attenta scelta di raggruppamenti di temi assai gradevoli.
L'importanza dei lavori di Stamitz sta soprattutto nelle sue composizioni orchestrali. Il linguaggio delle sue sinfonie mostra chiaramente che alla loro base sta la cultura orchestrale della scuola di Mannheim. Come Haydn e Dittersdorf anche Stamitz scrisse diversi concerti per strumenti solisti e orchestra (significativi sono i numerosi concerti per strumenti a fiato, in particolare per clarinetto), nonché doppi, tripli e quadrupli concerti con svariate formazioni di strumenti. L'inusuale successo di alcune sue sinfonie concertanti eseguite dai Concert Spirituel il 25 marzo 1773 ebbe come conseguenza la diffusione di una nuova forma musicale, nella quale vi fu un ritorno al concerto grosso del barocco. Carl Stamitz non era il primo a comporre sinfonie concertanti, ma sicuramente fu colui che rese popolare questo genere, portandolo più vicino alla sinfonia e aggiungendovi un movimento intermedio lento.

## Composizioni
- 2 opere (perdute)
- 11 concerti per clarinetto
- 1 concerto per oboe
- 15 concerti per violino
- 7 concerti per flauto
- 4 concerti per violoncello
- 2 concerti per viola
- 80 sinfonie, in parte concertanti
- Triosonate
- 6 quartetti Op.14
- 12 trii per archi Op.16
- 6 duetti per violino e violoncello Op.19
- Duetti per violino
- 7 concerti per fagotto
- 1 Concerto per corno di bassetto